# 1877 en journalisme
Cet article présente les faits marquants de l'année 1877 en journalisme.

## Évènements
- Création du journal The Washington Post[1].